# Стил (Мисури)
Стил (енгл. Steele) град је у америчкој савезној држави Мисури.

## Демографија
По попису из 2010. године број становника је 2.172, што је 91 (-4,0%) становника мање него 2000. године.
| Група             | 2000.         | 2010.         |
| Белци             | 1.815 (80,2%) | 1.666 (76,7%) |
| Афроамериканци    | 394 (17,4%)   | 406 (18,7%)   |
| Азијати           | 0 (0,0%)      | 8 (0,4%)      |
| Хиспаноамериканци | 41 (1,8%)     | 47 (2,2%)     |
| Укупно            | 2.263         | 2.172         |